# Президентские выборы в Черногории (2008)
Президентские выборы в Черногории прошли 6 апреля 2008 года. Они стали первыми президентскими выборами после объявления Черногорией независимости. В результате выборов действующий президент и кандидат от правящей Демократической партии Филип Вуянович набрал абсолютное большинство в 1-м туре и был переизбран президентом.

## Избирательная система
Закон о президентских выборах был одобрен 27 декабря 2007 года. Кандидат в президенты должен был собрать подписи не менее 1,5 % зарегистрированных избирателей.

## Результаты
Результаты президентских выборов в Черногории 6 апреля 2008 года
| Кандидат                                                                | Партия                                                                                 | Голоса  | %     |
| ----------------------------------------------------------------------- | -------------------------------------------------------------------------------------- | ------- | ----- |
| Филип Вуянович (Филип Вујановић)                                        | Демократическая партия социалистов (Демократска партија социјалиста Црне Горе)         | 171 118 | 51,89 |
| Андрия Мандич (Андрија Мандић)                                          | Сербский список (Српска листа)                                                         | 64 473  | 19,55 |
| Небойша Медоевич (Небојша Медојевић)                                    | Движение за перемены (Покрет за промјене)                                              | 54 874  | 16,64 |
| Срдан Милич (Срђан Милић)                                               | Социалистическая народная партия Черногории (Социјалистичка народна партија Црне Горе) | 39 316  | 11,92 |
| Действительных голосов                                                  | Действительных голосов                                                                 | 329 781 | 98,6  |
| Всего (turnout 68,2 %)                                                  | Всего (turnout 68,2 %)                                                                 | 336 900 | 100,0 |
| Источник: Adam Carr Архивная копия от 7 октября 2012 на Wayback Machine |                                                                                        |         |       |